# Hugo Volf
Hugo Filip Jakob Volf (Hugo Philipp Jacob Wolf; 13. mart 1860 — 22. februar 1903) bio je austrijski kompozitor slovenskog porekla, poznat po svojim umetničkim pesmama.
Imao je nekoliko perioda velike produktivnosti, naročito 1888. i 1889, a depresija je često ometala njegove periode kreativnosti. Poslednju kompoziciju je napisao 1898. godine, pre nego što je doživeo psihički kolaps izazvan sifilisom.

## Najpoznatija dela

### Opera
- Der Corregidor (1895)
- Manuel Venegas (nezavršena, 1897)

### Lieder
- Mörike-Lieder (1888), .
- Eichendorff-Lieder (1889),
- Goethe-Lieder (1890),
- Spanisches Liederbuch, (1891)
- Italienisches Liederbuch, (1892, 1896)
- Michelangelo Lieder (1897)
- Dem Vaterland

### Instrumentali
- String Quartet u D molu (1878.–1884)
- Penthesilea (1883.–1885)

## Literatura
- Andreas Dorschel, Hugo Wolf. In Selbstzeugnissen und Bilddokumenten, 2nd ed. (Rowohlt, Reinbek, 1992) (rowohlts bildmonographien 344).
- Ernest Njuman, Hugo Wolf (Methuen, London, 1907).
- Sams, Eric and Susan Youens, 'Hugo Wolf', Grove Music Online ed. L. Macy, (subscription access)Архивирано на веб-сајту  (16. мај 2008)
- Thompson, Douglas S. "Musical Structure and Evocation of Time in Hugo Wolf's 'Ein Stundlein wohl vor Tag'" The National Association of Teachers of Singing Journal 65, No. 01, September/October (2008)
- Walker, Frank, Hugo Wolf - A Biography (J M Dent & Sons, London 1951). Includes extensive Bibliography (mainly biographical). стр. 448–461, and list of compositions. стр. 462–492.

## Spoljašnje veze
- The LiederNet Archive
- Free scores by Hugo Volf in the Choral Public Domain Library (ChoralWiki)
- Slovenj_Gradec Hugo Wolf's Birthplace
- Hugo Wolf (бесплатне песме за субјекат) на сајту IMSLP (језик: енглески)
- Hugo Wolf Quartett Архивирано на веб-сајту  (17. мај 2017)